# Марьянович, Марко
Ма́рко Марья́нович (серб. Марко Марјановић / Marko Marjanović; 24 ноября 1985, Земун) — сербский гребец, выступает за национальную сборную Сербии по академической гребле начиная с 2007 года. Участник летних Олимпийских игр в Рио-де-Жанейро, серебряный призёр чемпионата мира, серебряный и дважды бронзовый призёр чемпионатов Европы, серебряный призёр Средиземноморских игр в Мерсине, победитель и призёр многих регат национального значения.

## Биография
Марко Марьянович родился 24 ноября 1985 года в городе Земуне (ныне один из районов Белграда). Активно заниматься греблей начал в возрасте четырнадцати лет в 1999 году, проходил подготовку в Белграде в столичном гребном клубе «Партизан».
Впервые заявил о себе в 2006 году, выиграв серебряную медаль на молодёжном чемпионате мира в Хацевинкеле. Первого серьёзного успеха на взрослом международном уровне добился в сезоне 2007 года, когда вошёл в основной состав сербской национальной сборной и побывал на чемпионате мира в Мюнхене, откуда привёз награду серебряного достоинства, выигранную в зачёте четвёрок рулевых совместно с партнёрами Йованом Поповичем, Гораном Ягаром, Николой Стоичем и рулевым Сашей Мимичем — на финише их обошла только команда из США.
В 2009 году Марьянович выступил на чемпионате Европы в Бресте, где вместе с напарником Душаном Богичевичем в двойках парных стал бронзовым призёром. Год спустя на европейском первенстве в португальском городе Монтемор-у-Велью в двойках безрульных в паре с Николой Стоичем добавил в послужной список ещё одну бронзовую награду. Ещё через год на аналогичных соревнованиях в болгарском Пловдиве вновь соревновался в парных двухместных экипажах с Богичевичем и получил на сей раз серебро. В 2013 году отправился представлять страну на Средиземноморских играх в Мерсине, где в паре с Александаром Филиповичем завоевал в двойках парных серебряную медаль.
Благодаря череде удачных выступлений в 2016 году Марко Марьянович удостоился права защищать честь страны на летних Олимпийских играх в Рио-де-Жанейро, выступал здесь в программе двоек парных совместно с Андрия Шлюкичем. На предварительном квалификационном этапе они заняли лишь четвёртое место, но через дополнительный этап всё же сумели пробиться в полуфинальную стадию, где впоследствии финишировали пятыми и отобрались тем самым в утешительный финал «Б». В утешительном финале «Б» показали на финише четвёртый результат и, таким образом, расположились в итоговом протоколе соревнований на десятой строке.